# Сорн Сивмей
Сорн Сивмей (кхмер. ស៊ន សៀវម៉ី; род. 14 сентября 1995, Пномпень) — камбоджийская тхэквондистка, квалифицировалась для участия в Олимпийских играх 2016 года; знаменосец Камбоджи на церемонии открытия этих игр.

## Биография
Родилась 14 сентября 1995 года в Пномпене. Заниматься тхэквондо начала в 2011 году и уже в сезоне 2011—2012 года завоевала золотую медаль на национальном чемпионате и бронзу на Играх Юго-Восточной Азии (там же в 2013 году взяла золото). В 2014 году на летних Азиатских играх победила в среднем весе (до 73 кг).
Тренируется вместе со своей сестрой Сорн Давин, принявшей участие в Олимпийских играх 2012 года.